# 日本新聞協会
一般社団法人日本新聞協会（にほんしんぶんきょうかい）は、日本の新聞、放送、通信の企業・個人で構成する業界団体。以前は文部科学省所管の社団法人であったが、公益法人制度改革に伴い一般社団法人へ移行した。1946年7月23日設立。

## 活動内容
- 新聞倫理綱領・新聞販売綱領・新聞広告倫理綱領などの制定
- 取材や報道に関する声明・見解・意見書等の取りまとめと発表
- ルール集「取材と報道」のとりまとめと広報
- 表彰事業：新聞文化賞、新聞協会賞、新聞広告賞、技術開発賞など
- 関連団体：財団法人日本新聞教育文化財団（日本新聞博物館やNIE事業を運営する）
  - 隔年秋に、新聞製作技術展（JANPS - Japan Newspaper Production Show）を主催

## 沿革

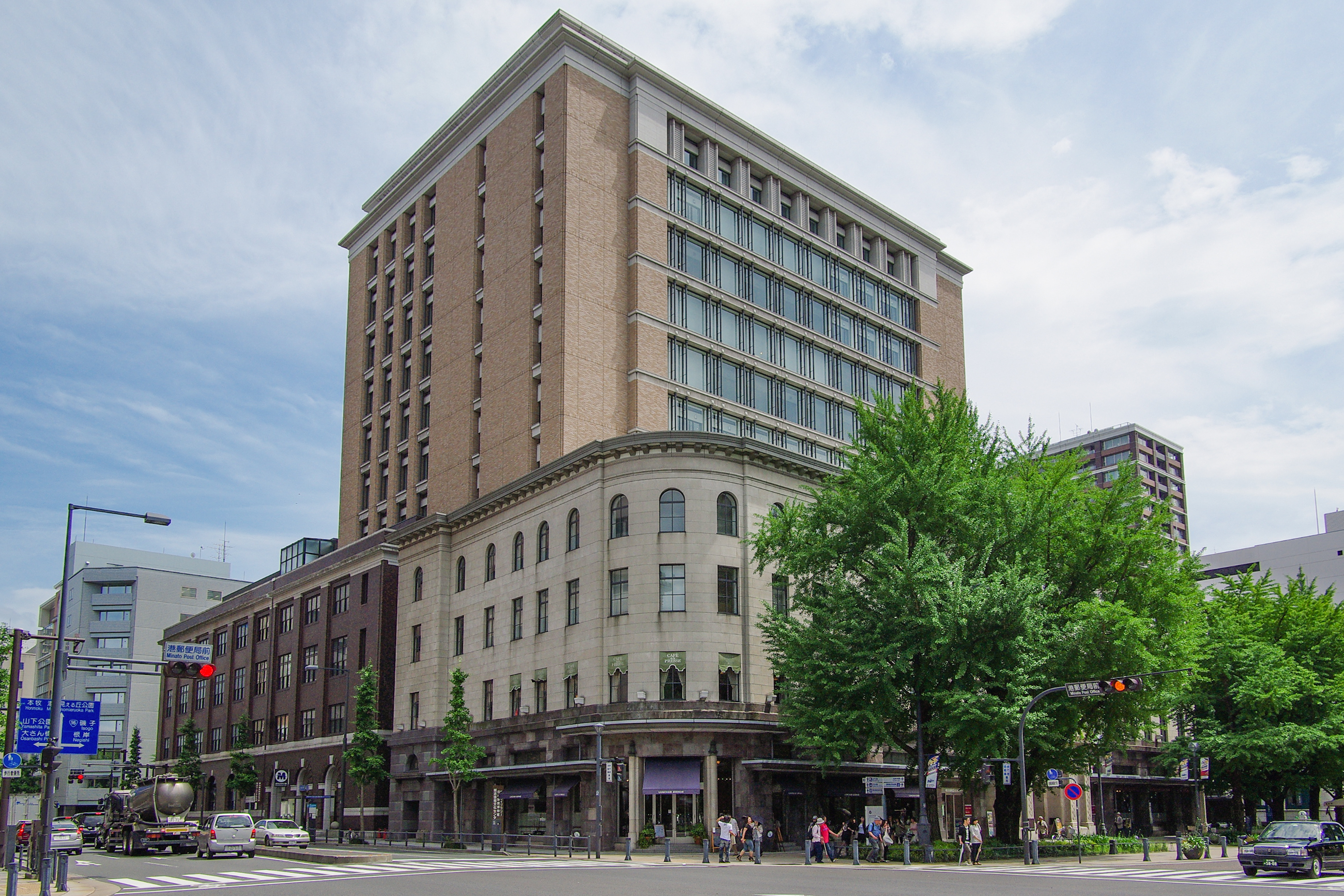
日本新聞博物館が入居する横浜情報文化センター

新聞社などが倫理の向上を目指す自主的な組織として1946年7月23日に創立し、同時に新聞倫理要綱を定めた（その後2000年に新要領を制定）。発行者協会と編集者協会が分離していないという特色がある。1948年、編集権声明を発表。1958年に新聞広告倫理要綱（その後1976年に改定）を定めた。2000年10月には横浜市に日本新聞博物館を開設した。

## 歴代会長
1. 伊藤正徳（1946年7月 - 1949年6月、共同通信社）※理事長
2. 馬場恒吾（1949年8月 - 1951年2月、読売新聞社）
3. 小田嶋定吉（1951年11月 - 1955年9月、日本経済新聞社）
4. 村山長挙（1955年9月 - 1957年6月、朝日新聞社）
5. 本田親男（1957年6月 - 1961年1月、毎日新聞社）
6. 高橋雄豺（1961年4月 - 1963年7月、読売新聞社）
7. 村山長挙（1963年7月 - 1964年2月、朝日新聞社）
8. 上田常隆（1964年3月 - 1967年7月、毎日新聞社）
9. 萬直次（1967年7月 - 1971年6月、日本経済新聞社）
10. 白石古京（1971年6月 - 1975年6月、京都新聞社）
11. 広岡知男（1975年6月 - 1979年6月、朝日新聞社）
12. 大軒順三（1979年6月 - 1982年1月、日本経済新聞社）
13. 渡辺誠毅（1982年4月 - 1984年12月、朝日新聞社）
14. 小林與三次（1985年6月 - 1991年6月、読売新聞社）
15. 中江利忠（1991年6月 - 1995年6月、朝日新聞社）
16. 小池唯夫（1995年6月 - 1999年6月、毎日新聞社）
17. 渡邉恒雄（1999年6月 - 2003年6月、読売新聞社）
18. 箱島信一（2003年6月 - 2005年10月、朝日新聞社）
19. 北村正任（2005年12月 - 2009年6月、毎日新聞社）
20. 内山斉（2009年6月 - 2011年6月、読売新聞社）
21. 秋山耿太郎（2011年7月 - 2013年6月、朝日新聞社）
22. 白石興二郎（2013年6月 - 2019年6月、読売新聞社）
23. 山口寿一（2019年6月 - 2021年6月、読売新聞社）
24. 丸山昌宏（2021年6月 - 2023年6月、毎日新聞社）
25. 中村史郎（2023年6月 - 、朝日新聞社）

出典

## 加盟紙および主な非加盟・脱退紙
2022年4月1日現在、98の新聞社、4の通信社、22の放送局が加盟している。なお、全国紙やブロック紙の中には地域本社単位で加盟している社や、産経新聞社のように自社の主要発行紙ごとの名義で加盟している社もある。逆に、傘下に複数の発行紙を持つ場合でも親会社もしくは主力の1紙のみが加盟し、子会社や系列紙の名義では加盟しない地方紙もある。
新聞社や通信社のほか、紙媒体でない放送局にも加盟している社があるが、紙媒体を中心にしてきたという点では共通点のある雑誌（出版）社は加盟していない。
なお、日本国内すべての新聞社が日本新聞協会に加盟しているわけではない。加盟にあたっては発行部数1万部以上という条件があるが、全国各地に点在するいわゆる「地域紙」の中には発行部数が数千部程度のものも多く、それゆえに非加盟の新聞も多数存在する。以下、主な非加盟紙・脱退紙について挙げる。
- 奄美新聞
- 有明新報
- 伊豆新聞 - 静岡新聞社（同社名義では加盟している）の関連企業が発行
- 岳麓新聞
- 日刊静岡
- 紀州新聞
- 熊野新聞 - 2007年に加盟したが、その後脱退
- 日高新報
- 滋賀報知新聞
- デイリースポーツ - 神戸新聞社（同社名義では加盟している）が発行
- 大阪日日新聞 - 新日本海新聞社（日本海新聞）（同社名義では加盟している）大阪本社が発行（2023年7月休刊）
- 日刊電波新聞
- 東海日日新聞
- 富山新聞 - 北國新聞社（同社名義では加盟している）富山本社が発行
- 日刊人吉新聞
- 南九州新聞
- 宮古新報
- 八重山日報
- 米澤新聞
- 日刊ゲンダイ - 講談社の子会社が発行し、日本雑誌協会に加盟

この他、読売新聞中部支社は、1975年3月の創刊当初から1987年5月まで新聞協会に加盟できなかった（詳細は読売新聞中部支社#不当廉売問題参照）。

## 動静

### 犯罪被害者実名公表問題
近年、犯罪被害者に対してプライバシーを侵害してしまうなどとの理由により被害者の実名を伏せて警視庁が公表するケースが多くなったのを受けて、2005年10月より犯罪被害者に対して実名を公表すべきとの意見書を内閣府に提出。それに対して日本新聞協会は被害者へのプライバシーの配慮がないといった強い批判がある。

### 新聞の特殊指定見直し問題
公正取引委員会が、新聞や出版物などに適用している「特殊指定」の廃止をめぐって日本新聞協会は2005年11月2日に「新聞の特殊指定見直し表明に関する声明」を出し、新聞は民主主義の基礎である国民の知る権利に応え、公正な情報を提供するとともに、活字を通じて日本文化を保持するという社会的・公共的使命を果たしているとした上で、廃止は再販制度を骨抜きにし新聞の価格競争を生み新聞販売店の撤退と個別宅配網の崩壊に繋がるとして、特殊指定の見直しに対し現行制度の維持を求めている。これに対して公正取引委員会は新聞の特殊指定が私的独占の禁止及び公正取引の確保に関する法律（独占禁止法）違反にあたる恐れがあること、価格競争を回避したいのであれば新聞社と販売店の間の再販契約で対応すればよいと反論している。またかねてから指摘されている押し紙や新聞拡張団の問題や前出の公正取引委員会の反論について日本新聞協会側は事実上黙殺している。この問題をめぐっては一部地方自治体の議会が特殊指定の維持を求める決議を出し、国会でも各党の議員が特殊指定廃止に反対する議員連盟を作るなどの動きが起こっている。

### 軽減税率への取り組み
2011年12月29日、当時の野田内閣総理大臣で民主党代表の野田佳彦の税制調査会にて2014年（平成26年）4月1日に8%、2015年（平成27年）10月1日に10%に増税する案が提出され、その翌年2012年（平成24年）8月10日、野田第2次改造内閣にて三党合意が成立。この提案は正式に消費税法として立法され、2013年（平成25年）10月1日 - 2011年の野田内閣の決定を受けて、第2次安倍内閣にて消費税率（国・地方）を5%から8%に増税すると閣議決定され、実行された。
その後、合意では2015年（平成27年）10月1日実施予定であった再増税であるが、消費低迷などが懸案され、第2次安倍改造内閣下の2014年（平成26年）11月18日、総理大臣の安倍晋三は記者会見で、2015年（平成27年）10月1日実施予定の消費税再増税を1年半先送り、2017年（平成29年）4月1日とすることを正式に表明した。
この間、消費税10%引き上げに際し、軽減税率に関する議論が幾度と重ねられた。これは低所得者の負担を減らすため、消費税に複数の税率を導入し、食料品などの生活必需品には、その他の商品より低い税率を適用して消費者の負担を軽くするという取り組みであるが、新聞協会は先進諸国では、食料品などの生活必需品や活字媒体への税負担を減免する制度があることや、デンマーク、ノルウェーなど新聞をゼロ税率にしている国もあること、また、日本においては知識を得るための負担を減らし、活字文化の維持、普及にとって不可欠であることを理由に新聞に対しても軽減税率が適用されるように、取り組んできた。
2015年（平成27年）12月12日、自民党の谷垣禎一はこの日の夜、公明党の井上らと改めて協議し、2017年度の標準税率10%への消費増税に伴う軽減税率の導入時の対象品目は「外食」「酒類」を除いた、「生鮮食品」と「加工食品」、「週2回以上刊行され、定期購入される新聞」とし、税率は現在の8%のまま据え置くことで合意した。「定期購入」とはつまり、新聞販売店との定期購読契約のことを指し、コンビニエンスストアやキヨスクで販売される新聞は、軽減税率の対象外。当時日本新聞協会会長で読売新聞東京本社社長であった白石興二郎は前述の欧米での比率を引き合いに「新聞の軽減税は世界ではある程度一般的」「読者の負担を減らすことで情報、知識へのアクセスが容易となり、結果的に減税措置は社会に還元される」と軽減税率適用の意義を訴え、特に読売新聞社は新聞への軽減税率適用を強く求めており、首相と食事するなどロビー活動して新聞への軽減税率適用を訴えてきた。
しかし、2016年（平成28年）5月13日、安倍は消費増税を再び先送りすることを決め、5月28日夜、2017年（平成29年）4月1日に予定する、8%から10%への消費増税を2年半先送りする意向を自民・公明両党幹部に伝達、6月1日内閣総理大臣官邸で記者会見し、2017年4月1日に予定する、消費税率8%から10%への引き上げを2019年10月1日まで2年半再延期し、それにともない軽減税率を導入する考えを正式に表明した。
2019年（令和元年）10月1日、消費税率が8%から10%へと引き上げられ、同時に軽減税率が導入された。

### 生成AI
2024年7月17日、検索連動型生成AIサービスについて、記事の無断利用が著作権侵害に当たる可能性が高いとする声明を発表し、各報道機関の利用承諾を得るように求めた。

## 定期刊行物
- 新聞協会報
- 新聞研究
- 新聞技術
- 新聞広告報
- NIEニュース

出典

## その他の刊行物
- わかりやすい新聞販売の諸規則
- 知っておきたい労務の知識　新聞販売所の労務管理
- 放送で気になる言葉
- データブック 日本の新聞
- 新聞用語集
- 実名報道──事実を伝えるために

## 書籍
- 日本新聞年鑑[注 5]

出典